# Dryomyza simplex
Dryomyza simplex is een vliegensoort uit de familie van de Dryomyzidae. De wetenschappelijke naam van de soort is voor het eerst geldig gepubliceerd in 1862 door Loew.